# غريغ لوري
غريغ لوري (بالإنجليزية: Greg Laurie)‏ هو قس أمريكي، ولد في 10 ديسمبر 1952 في لونغ بيتش في الولايات المتحدة.

## وصلات خارجية
- غريغ لوري على موقع إن إن دي بي (الإنجليزية)